# الاتحاد الصحراوي لكرة القدم
الاتحاد الصحراوي لكرة القدم (بالإسبانية: Federación Saharaui de Fútbol) هو الجناح الحكومي الخاص برياضة كرة القدم في الصحراء الغربية، وهي منطقة متنازع عليها بين المغرب والجمهورية العربية الصحراوية الديمقراطية. تأسس في 1989 ويقع مقره في العيون. هذا الاتحاد هو المسؤول عن منتخب الصحراء الغربية لكرة القدم. يشرف الاتحاد عن كأس الجمهورية الصحراوية.